# Whoopi Goldberg
Whoopi Goldberg ([ˈhwʊpi]?, født Caryn Elaine Johnson 13. november 1955) er en amerikansk skuespiller, komiker, sangerinde, aktivist og mediepersonlighed. Hun har bl.a. vundet en Oscar for bedste kvindelige birolle for sin medvirken i filmen Ghost. Hun har en datter ved navn Alexandra Goldberg.

## Filmografi

### Film
| År   | Film                                                   | Rolle                                                      | Noter |
| ---- | ------------------------------------------------------ | ---------------------------------------------------------- | --- |
| 1982 | Citizen: I'm Not Losing My Mind, I'm Giving It Away    |                                                            | |
| 1985 | Farven lilla                                           | Celie Harris Johnson                                       | Golden Globe Award for Best Actress – Motion Picture Drama NAACP Image Award for Outstanding Actress in a Motion Picture National Board of Review Award for Best Actress Nomineret – Academy Award for Best Actress Nomineret – Los Angeles Film Critics Association Award for Best Actress |
| 1986 | Jumpin' Jack Flash                                     | Terri Doolittle                                            | |
| 1987 | Burglar                                                | Bernice 'Bernie' Rhodenbarr                                | |
| 1987 | Fatal Beauty                                           | Rita Rizzoli                                               | NAACP Image Award for Outstanding Actress in a Motion Picture |
| 1988 | The Telephone                                          | Vashti Blue                                                | Nomineret – Razzie Award for Worst Actress |
| 1988 | Clara's Heart                                          | Clara Mayfield                                             | |
| 1989 | Comicitis                                              | Sig selv                                                   | Kortfilm |
| 1989 | Beverly Hills Brats                                    | Sig selv                                                   | kort optræden |
| 1989 | Homer and Eddie                                        | Eddie Cervi                                                | |
| 1990 | Ghost                                                  | Oda Mae Brown                                              | Academy Award for Best Supporting Actress American Comedy Award for Funniest Supporting Actress in a Motion Picture BAFTA Award for Best Actress in a Supporting Role Golden Globe Award for Best Supporting Actress – Motion Picture Kansas City Film Critics Circle Award for Best Supporting Actress NAACP Image Award for Outstanding Actress in a Motion Picture Saturn Award for Best Supporting Actress Nomineret – Chicago Film Critics Association Award for Best Supporting Actress Nomineret – New York Film Critics Circle Award for Best Actress Nomineret – TV Land Award for Favorite Character from the "Other Side" |
| 1990 | The Long Walk Home                                     | Odessa Cotter                                              | NAACP Image Award for Outstanding Actress in a Motion Picture |
| 1991 | Wisecracks                                             | Sig selv                                                   | Dokumentar |
| 1991 | Blackbird Fly                                          | Sig selv                                                   | Kort film |
| 1991 | Soapdish                                               | Rose Schwartz                                              | |
| 1992 | Halløj i klosteret                                     | Deloris Van Cartier/Søster Mary Clarence                   | American Comedy Award for Funniest Actress in a Motion Picture NAACP Image Award for Outstanding Actress in a Motion Picture Nomineret – Golden Globe Award for Best Actress – Comedy or Musical Nomineret – MTV Movie Award for Best Comedic Performance Nomineret – MTV Movie Award for Best Female Performance |
| 1992 | The Player                                             | Detective Susan Avery                                      | |
| 1992 | Sarafina!                                              | Mary Masembuko                                             | |
| 1992 | The Magical World of Chuck Jones                       | Sig selv                                                   | Dokumentar |
| 1993 | Dødbringende måben 1                                   | Sgt. Billy York                                            | |
| 1993 | Naked in New York                                      | Tragedy Mask i Theater Wall                                | |
| 1993 | Made in America                                        | Sarah Mathews                                              | |
| 1993 | Halløj i klosteret 2                                   | Deloris Van Cartier/Søster Mary Clarence                   | Nomineret – MTV Movie Award for Best Comedic Performance |
| 1994 | Liberation                                             | Forfatter                                                  | Dokumentar |
| 1994 | Løvernes Konge                                         | Shenzi                                                     | Stemme |
| 1994 | The Little Rascals                                     | Buckwheat's Mom                                            | |
| 1994 | Corrina, Corrina                                       | Corrina Washington                                         | |
| 1994 | Star Trek: Generations                                 | Guinan                                                     | Uncredited Nomineret – Saturn Award for Best Supporting Actress |
| 1994 | Bøgernes herre                                         | Fantasy                                                    | Stemme |
| 1995 | Boys on the Side                                       | Jane Deluca                                                | |
| 1995 | The Celluloid Closet                                   | Sig selv                                                   | Dokumentar |
| 1995 | Moonlight and Valentino                                | Sylvie Morrow                                              | |
| 1995 | Theodore Rex                                           | Katie Coltrane                                             | Fantafestival Award for Best Actress Nomineret – Razzie Award for Worst Actress |
| 1996 | Eddie                                                  | Edwina 'Eddie' Franklin                                    | Nomineret – Razzie Award for Worst Actress |
| 1996 | Bordello of Blood                                      | Hospital Patient                                           | Ikke krediteret |
| 1996 | Bogus                                                  | Harriet Franklin                                           | Nomineret – Razzie Award for Worst Actress |
| 1996 | Halløj på Wall Street                                  | Laurel Ayres/Robert S. Cutty                               | |
| 1996 | Ghosts of Mississippi                                  | Myrlie Evers                                               | Nomineret – NAACP Image Award for Outstanding Actress in a Motion Picture |
| 1997 | Pitch                                                  | Sig selv                                                   | Dokumentar |
| 1997 | Mary Pickford: A Life on Film                          | Vært/forfatter                                             | Dokumentar |
| 1997 | A Christmas Carol                                      | Den forsvundene jul's spøgelse                             | Stemme |
| 1997 | Destination Anywhere                                   | Cabbie                                                     | |
| 1997 | In the Gloaming                                        | Nurse Myrna                                                | |
| 1997 | An Alan Smithee Film: Burn Hollywood Burn              | Sig selv                                                   | Special appearance Nomineret – Razzie Award for Worst Screen Couple (with any combination of two people playing themselves) |
| 1998 | Titey                                                  | The Iceberg (stemme)                                       | |
| 1998 | Alegría                                                | Baby Clown                                                 | |
| 1998 | A Knight in Camelot                                    | Dr. Vivien Morgan/Sir Boss                                 | |
| 1998 | How Stella Got Her Groove Back                         | Delilah Abraham                                            | NAACP Image Award for Outstanding Supporting Actress in a Motion Picture Nomineret – Acapulco Black Film Festival Black Film Award for Best Actress Nomineret – American Comedy Award for Funniest Supporting Actress in a Motion Picture |
| 1998 | Junket Whore                                           | Sig selv                                                   | Dokumentar |
| 1998 | Rudolph the Red-Nosed Reindeer: The Movie              | Stormella, The Evil Ice Queen                              | Stemme |
| 1998 | The Rugrats Movie                                      | Ranger Margaret                                            | Stemme |
| 1999 | Alice in Wonderland                                    | Cheshire Cat                                               | |
| 1999 | The Magical Legend of the Leprechauns                  | The Grand Banshee                                          | |
| 1999 | Get Bruce                                              | Sig selv                                                   | Dokumentar |
| 1999 | The Deep End of the Ocean                              | Candy Bliss                                                | |
| 1999 | Girl, Interrupted                                      | Valerie Owens, RN                                          | |
| 2000 | The Adventures of Rocky and Bullwinkle                 | Judge Cameo                                                | |
| 2000 | A Second Chance at Life                                | Fortæller                                                  | Dokumentar |
| 2000 | More Dogs Than Bones                                   | Cleo                                                       | |
| 2001 | Golden Dreams                                          | Calafia, dronningen af Californien (Fortæller)             | |
| 2001 | Kingdom Come                                           | Raynelle Slocumb                                           | Nomineret – NAACP Image Award for Outstanding Actress in a Motion Picture |
| 2001 | Monkeybone                                             | Død                                                        | |
| 2001 | Rat Race                                               | Vera Baker                                                 | |
| 2001 | The Hollywood Sign                                     | En af kvinderne der kaster skidt på kisten ved begravelsen | kort optræden |
| 2001 | Call Me Claus                                          | Lucy Cullin                                                | |
| 2002 | Searching for Debra Winger                             | Sig selv                                                   | Documentary |
| 2002 | Showboy                                                | Sig selv                                                   | kort optræden |
| 2002 | Star Trek: Nemesis                                     | Guinan                                                     | |
| 2002 | It's a Very Merry Muppet Christmas Movie               | Gud                                                        | |
| 2003 | Unchained Memories: Readings from the Slave Narratives | Fortæller                                                  | Dokumentar |
| 2003 | Pauly Shore Is Dead                                    | Sig selv                                                   | Dokumentar |
| 2003 | Bitter Jester                                          | Sig selv                                                   | Dokumentar |
| 2003 | Beyond the Skyline                                     | Sig selv                                                   | |
| 2003 | Blizzard                                               | Blizzard                                                   | Stemme |
| 2003 | Good Fences                                            | Mabel Spader                                               | NAACP Image Award for Outstanding Actress in a Television Movie, Mini-Series or Dramatic Special Nomineret – Black Reel Award for Television: Best Actress |
| 2004 | Pinocchio 3000                                         | Cyberina                                                   | Stemme |
| 2004 | Liberty's Kids                                         | Deborah Samson/Robert Shurtliff                            | Episode 34 |
| 2004 | The N-Word                                             | Sig selv                                                   | Dokumentar |
| 2004 | SuperBabies: Baby Geniuses 2                           | Sig selv                                                   | |
| 2004 | Jiminy Glick in Lalawood                               | Sig selv                                                   | |
| 2004 | Løvernes Konge 3: Hakuna Matata                        | Shenzi                                                     | Stemme |
| 2005 | The Aristocrats                                        | Sig selv                                                   | Dokumentar |
| 2005 | Racing Stripes                                         | Frannie                                                    | Stemme |
| 2005 | The Magic Roundabout                                   | Ermintrude                                                 | |
| 2006 | Doogal                                                 | Ermintrude                                                 | stemme |
| 2006 | Everyone's Hero                                        | Darlin'                                                    | stemme |
| 2006 | Farce of the Penguins                                  | Helen                                                      | stemme |
| 2007 | Homie Spumoni                                          | Thelma                                                     | |
| 2007 | If I Had Known I Was a Genius                          | Mor                                                        | |
| 2007 | Nuremberg: A Vision Restored                           | Sig selv                                                   | Dokumentar |
| 2007 | Mr. Warmth: The Don Rickles Project                    | Sig selv                                                   | Dokumentar |
| 2007 | Our Country USA to Z                                   | Sig selv (stemme)                                          | Short subject |
| 2007 | The Sophisticated Misfit                               | Sig selv                                                   | Dokumentar |
| 2008 | Stream                                                 | Jodi Moody floodi costrodi                                 | |
| 2008 | Snow Buddies                                           | Miss Mittens                                               | stemme |
| 2008 | Descendants                                            | Rød blomst                                                 | stemme |
| 2009 | Madea Goes to Jail                                     | Sig selv                                                   | kort optræden |
| 2009 | Stream                                                 | Jodi                                                       | |
| 2010 | Toy Story 3                                            | Stretch                                                    | Stemme Nomineret — IGN Movie Award for Best Ensemble Cast |
| 2010 | For Colored Girls                                      | Alice                                                      | Nomineret – NAACP Image Award for Outstanding Supporting Actress in a Motion Picture |
| 2010 | Teenage Paparazzo                                      | Sig selv                                                   | |
| 2010 | New York Street Games                                  | Sig selv                                                   | Dokumentar |
| 2011 | A Little Bit of Heaven                                 | Gud                                                        | |
| 2011 | The Muppets                                            | Sig selv                                                   | |

### Tv-serier
- Whoopi Goldberg: Direct from Broadway (1985)
- Television Parts (1985)
- Moonlighting (1986)
- Carol, Carl, Whoopi, and Robin (1987)
- Whoopi Goldberg: Fontaine... Why Am I Straight? (1988) (også forfatter)
- Pee-wee's Playhouse Christmas Special (gæstestjerne 1988)
- Star Trek: The Next Generation (gentagen gæstestjerne fra 1988 til 1993 som Guinan)
- My Past Is My Own (1989)
- Kiss Shot (1989)
- Tales from the Whoop: Hot Rod Brown Class Clown (1990)
- Bagdad Cafe (1990–1991)
- Tales from the Crypt (1991)
- Captain Planet and the Planeteers (1990–1993) (stemme)
- Defenders of Dynatron City (1992) (stemme)
- A Different World (Season 4, Episode 92) (1991) (lærer)
- The Whoopi Goldberg Show (1992–1993)
- Yuletide in the 'hood (1993) (stemme)
- The Nanny (1993; 1999) (sig selv og en bryllupsfotograf)
- A Cool Like That Christmas (1994) (stemme)
- Denver the Last Dinosaur (1994) (stemme)
- The Sunshine Boys (1995) (kort optræden)
- Happily Ever After: Fairy Tales for Every Child (1995–1999) (stemme).
- Zevo 3 as Grams (2010 – nu) .

- Mother Goose: A Rappin' and Rhymin' Special (1997) (stemme)
- Rodgers and Hammerstein's Cinderella (1997)
- A Knight in Camelot (1998)
- The Hollywood Squares (center square fra 1998 til 2002) (også producer)
- Alice in Wonderland (1999)
- Our Friend, Martin (1999) (stemme)
- Jackie's Back (1999)
- Foxbusters (1999–2000) (stemme)
- Celebrity Dish (2000)
- Whose Line Is It Anyway? (2000)
- The Magical Legend of the Leprechauns (1999)
- What Makes a Family (2001) (også producent)
- Call Me Claus (2001) (også producent)
- Ms. Clavel: My Fair Madeline (2002) (stemme)
- It's a Very Merry Muppet Christmas Movie (2002)
- Absolutely Fabulous – "Gay", Christmas special (2002)
- Celebrity Deathmatch Sig selv i episoden "Celebrity Deathmatch Special Report"
- The Disco Ball (2003)
- Good Fences (2003) (også producer)
- Whoopi (2003–2004) (også producent)
- Littleburg (2004) (canceled after five episodes)
- Whoopi: Back to Broadway – The 20th Anniversary (2005) (producent og forfatter)
- Just for Kicks (2006) (developer og executive producer)
- Dawn French's Girls Who Do Comedy (2006) (britisk TV-serie i tre dele)
- Law & Order: Criminal Intent (2006)
- Everybody Hates Chris (2006)
- 30 Rock (2007–2009)
- The View (2007–nu) (co-vært)
- Snow Buddies (2008)
- A Muppet Christmas: Letters to Santa (2008)
- Life on Mars (2008) (kort optræden)
- Meerkat Manor: The Story Begins (2008) (fortæller)
- Friday Night with Jonathan Ross (2009) (gæstestjerne)
- Loose Women (2009) (gæstestjerne)
- The Justin Lee Collins Show (2009) (gæstestjerne)
- GMTV (2009) (Gæstestjerne)
- The Electric Company (2009) (gæstestjerne)
- The Cleaner (2009) PK A sponsor for NA
- Hell's Kitchen (2010) (særlig gæstestjerne)
- The Middle (2012)
- Glee (2012-nu) Carmen Tibideaux
- Suburgatory (2012) Yakult' (stemme)